# جيان فرانسوا
جيان فرانسوا (بالفرنسية: Jean François)‏ (و. 1582 – 1668 م) هو رياضياتي، وأستاذ جامعي، وكاهن كاثوليكي فرنسي، توفي في رين، عن عمر يناهز 86 عاماً.